# Molophilus inornatus
Molophilus inornatus är en tvåvingeart som beskrevs av Edwards 1923. Molophilus inornatus ingår i släktet Molophilus och familjen småharkrankar. Inga underarter finns listade i Catalogue of Life.